# デイリー・ストーマー
デイリー・ストーマー（The Daily Stormer）は、アメリカ合衆国の極右、ネオナチ、白人至上主義、ホロコースト否認のコンテンツと掲示板からなるウェブサイトで、ユダヤ人のジェノサイドを提唱している。このサイトは自身をオルタナ右翼運動の一つであると自認している。
このサイトはインターネット・ミームの使用で知られており、画像掲示板の4chanのように、若くてイデオロギー的に多様なユーザーに対して訴求することを試みている例として引用されている。